# Mike Manley (Leichtathlet)
Mike Manley (eigentlich Peter Michael Manley; * 14. Februar 1942 in Wausau) ist ein ehemaliger US-amerikanischer Hindernis- und Marathonläufer.
1969 wurde er US-Meister über 3000 m Hindernis. In derselben Disziplin siegte er bei den Panamerikanischen Spielen 1971 in Cali und 1975 in Mexiko-Stadt. Bei den Olympischen Spielen 1972 in München schied er im Vorlauf aus.
1980 gewann er den Mission Bay Marathon, und 1982 wurde er Sechster beim Peking-Marathon.

## Persönliche Bestzeiten
- 5000 m: 13:42,4 min, 1976
- 10.000 m: 29:10,0 min, 1976
- Marathon: 2:14:43 h, 13. Januar 1980, San Diego
- 3000 m Hindernis: 8:27,6 min, 26. Juni 1971, Eugene